# هلن فیشر
هلن فیشر (انگلیسی: Helen Fisher؛ زادهٔ ۳۱ مهٔ ۱۹۴۵) دانشمند و محقق در زمینهٔ انسان‌شناسی و اهل ایالات متحده آمریکا است. عمدهٔ فعالیت او در زمینهٔ رفتارشناسی انسان است. هلن فیشر محقق ارشد در مؤسسهٔ کینزی در دانشگاه ایندیانا و عضو مرکز مطالعات تکاملی انسان در گروه انسان‌شناسی در دانشگاه راتگرز است. وی پیش از همکاری با دانشگاه راتگرز، پژوهشگر موزهٔ تاریخ طبیعی آمریکا در نیویورک بود.

## نظر و عقاید
هِلِن فیشر در کتاب چرا عشق می‌ورزیم جنون عشق رمانتیک را شرح می‌دهد و در آخر  آن را با آنچه که مطلقاً ضروری می‌نماید مقایسه می‌کند. او می‌نویسد برای یک مرد بعید است که معشوقهٔ او صدها مرتبه دوست داشتنی تر از دیگر زنان دور و برش باشد. اما همین که این مرد «عاشق» شد، معشوقه اش را چنین توصیف می‌کند. ما خود را متعصبانه وقف تک همسری می‌کنیم. آیا انتظارمان دربارهٔ انحصاری بودن عشق تک همسری خارق‌العاده نمی‌نماید؟ با این حال ما چنین انتظاری داریم، و در پی عشق تک همسری هستیم. این باید علتی داشته باشد. هلن فیشر و دیگران نشان داده‌اند که عاشقی با حالت مغزی ویژه‌ای همراه است. از جمله در مغز عاشقان یک دسته مواد شیمیایی طبیعی (در واقع مواد مخدر طبیعی) هست که کاملاً خاص و مشخصهٔ این حالت اند. روانشناسان فرگشتی با فیشر موافق اند که یک دل نه نهصد دل عاشق شدن می‌تواند سازکاری برای تضمین وفاداری به جفت باشد، تا این رابطه آن قدر دوام بیاورد که برای پروراندن بچه با کمک جفت کافی باشد. از دیدگاه داروینی بی‌شک انتخاب جفت مناسب به دلایل گوناگون دارای اهمیت است. فرد – حتی فرد فقیر – باید دست به انتخاب بزند، اما همین که انتخاب کرد، مهم آن است که دست کم تا وقتی که فرزندشان از آب و گل درآید شریک غم و شادی زوج اش بماند.